# Antonín Engel
Antonín Engel (4. května 1879, Poděbrady – 12. října 1958, Praha) byl český architekt, urbanista, pedagog a teoretik, výrazná tvář české architektury první poloviny 20. století. Jako člen státní regulační komise pro Velkou Prahu se významně podílel na urbanistickém řešení města, jeho stavby inspirované zprvu historizující architekturou nepodléhaly změnám a novým secesním, kubistickým nebo funkcionalistickým směrům, za svůj vyjadřovací styl si nakonec zvolil novoklasicismus. Mezi jeho nejznámější projekty patří urbanistická koncepce Dejvic a areál České Techniky, Podolská vodárna, objekty ministerstva železnic a národní obrany. Byl také respektovaným profesorem a teoretikem s širokou pedagogickou a publikační činností a inspiroval řadu svých následovníků.

## Život
Narodil se 4. května 1879 v Poděbradech jako jediný syn v rodině cukrovarnického inženýra Augustina Engela. Jeho matka, Růžena Engelová, rozená Boučková, byla dcerou MUDr. Františka Boučka, který založil nemocnici v Poděbradech. Brzy po narození se rodina přestěhovala do Prahy. V roce 1897 maturoval na C. k. české vyšší reálné škole na Malé Straně. Poté studoval obor architektura a pozemní stavitelství na České vysoké škole technické u profesora Jana Kouly (1897–1903) a také tři semestry na německé Vysoké škole technické u profesora Josefa Zítka (1901–1903). V roce 1903 obdržel cestovní cenu pražského magistrátu a procestoval Německo a Belgii a v roce 1909 pobýval na stipendijním pobytu v Itálii.
Do praxe nastoupil jako úředník pražského magistrátu. V letech 1905–1908 pokračoval v řádném studiu u Otto Wagnera na Vídeňské akademii, kde za svůj projekt ideální úpravy Letenské pláně v Praze získal římskou cenu a stipendijní pobyt v Itálii. V roce 1909 si v Praze otevřel vlastní ateliér v Clam-Gallasově paláci. Ze zdravotních důvodů nemusel narukovat v době první světové války. V roce 1916 se oženil s Miladou Wirthovou (1888-1964), v manželství se narodily dvě děti, dcera Milada (1917-1990), která se provdala za arch. Hynka Šantla, a syn Jaromír (1922-1942). V roce 1917 získal na Vysoké škole technické v Brně titul doktora technických věd.
V letech 1912–1921 působil jako profesor pražské průmyslové školy stavební a od roku 1922 byl profesorem na pražské ČVUT a v letech 1939–1940 jejím rektorem. Mezi lety 1920 a 1929 se významně podílel na urbanistickém rozvoji hlavního města jako člen státní regulační komise pro Velkou Prahu. Byl velice aktivní i v publikační činnosti. 
Na přelomu dvacátých a třicátých let se přestěhoval z Bubenče do vily na Hanspaulce, kterou si postavil v ulici Na Karlovce 6. Vilu mu ale na počátku druhé světové války zabrali, proto se odstěhoval na Letnou. Také poválečné období se pro Engela nevyvíjelo příznivě. V roce 1948 mu akční výbor odebral titul profesora a 1. dubna 1949 byl předčasně odeslán do výslužby. Aby uživil sebe a manželku a později i dceru, která se po uvěznění svého manžela přestěhovala se třemi dětmi zpět k rodičům, postupně rozprodával své obrazy a další cennosti. Zdálo se, že záchrana přišla v podobě objednávky projektu dostavby druhé etapy Podolské vodárny, která se realizovala až v letech 1956–1965. Engel ale honorář milion korun obdržel týden před měnovou reformou a tak mu většinu peněz stát vyměnil v poměru 1:50.  
V roce 1956 proběhla výstava jeho celoživotního díla v Obecním domě v Praze. O dva roky později 12. října 1958 Antonín Engel náhle zemřel. Je pohřben na Šáreckém hřbitově u sv. Matěje v Dejvicích.
V roce 2002 udělila Praha 6 Engelovi čestné občanství. Dne 6. prosince 2023 byl park ležící jižně od Podolské vodárny na jeho počest pojmenován park Antonína Engela.

## Dílo
Proslavil se především monumentálními budovami pražské vodárny v Podolí, budovami ministerstva železnic  (později ÚV KSČ, v současnosti  ministerstvo dopravy) a národní obrany, v neposlední řadě také urbanistickou koncepcí nových Dejvic (Masarykova kolej, ČVUT - VŠCHT, Englovy domy, Bohoslovecká fakulta a j.).

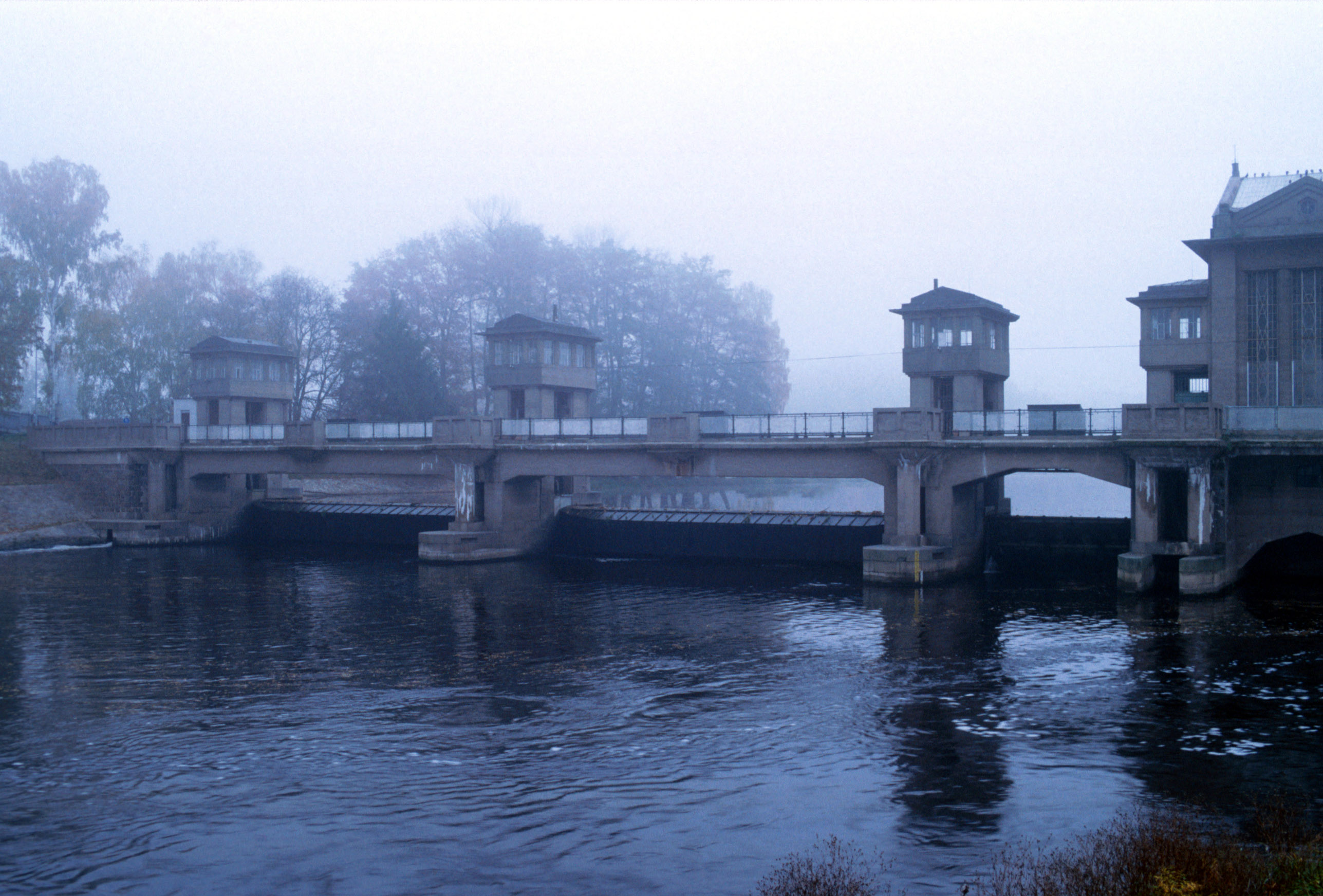
Zdymadlo a vodní elektrárna v Poděbradech (1913–1918)

### Návrhy (výběr)
- Soutěžní návrh na Staroměstskou radnici (1905, 1909 – 1. cena, 1946)
- Soutěžní návrhy na regulaci Letné (1905:Praha vítězná, 1907–1908, 1920)
- Soutěžní návrh Letenského průkopu (1909 – 1. cena)
- Masarykova kolej (Dejvice)
- Soutěžní návrh na budovu galerie hl. m. Prahy na Klárově, Praha 1- Malá Strana, (1929)
- Návrh budovy Vysoké školy hospodářských věd ČVUT, Praha 6-Dejvice, (1949–1950)
- Návrh ústřední budovy ČVUT, Praha 6-Dejvice, (1950–1953)

### Urbanistické práce (výběr)
- Regulační plán Poděbrad (1913)
- Urbanistický projekt Vítězného náměstí v Praze 6-Dejvicích (1921–1923)
- Generální projekt nových budov ČVUT, Praha 6-Dejvice (1924–1925)
- Návrh náměstí pod Žižkovem, součást nacistické urbanistické koncepce germánského města Prag[9]

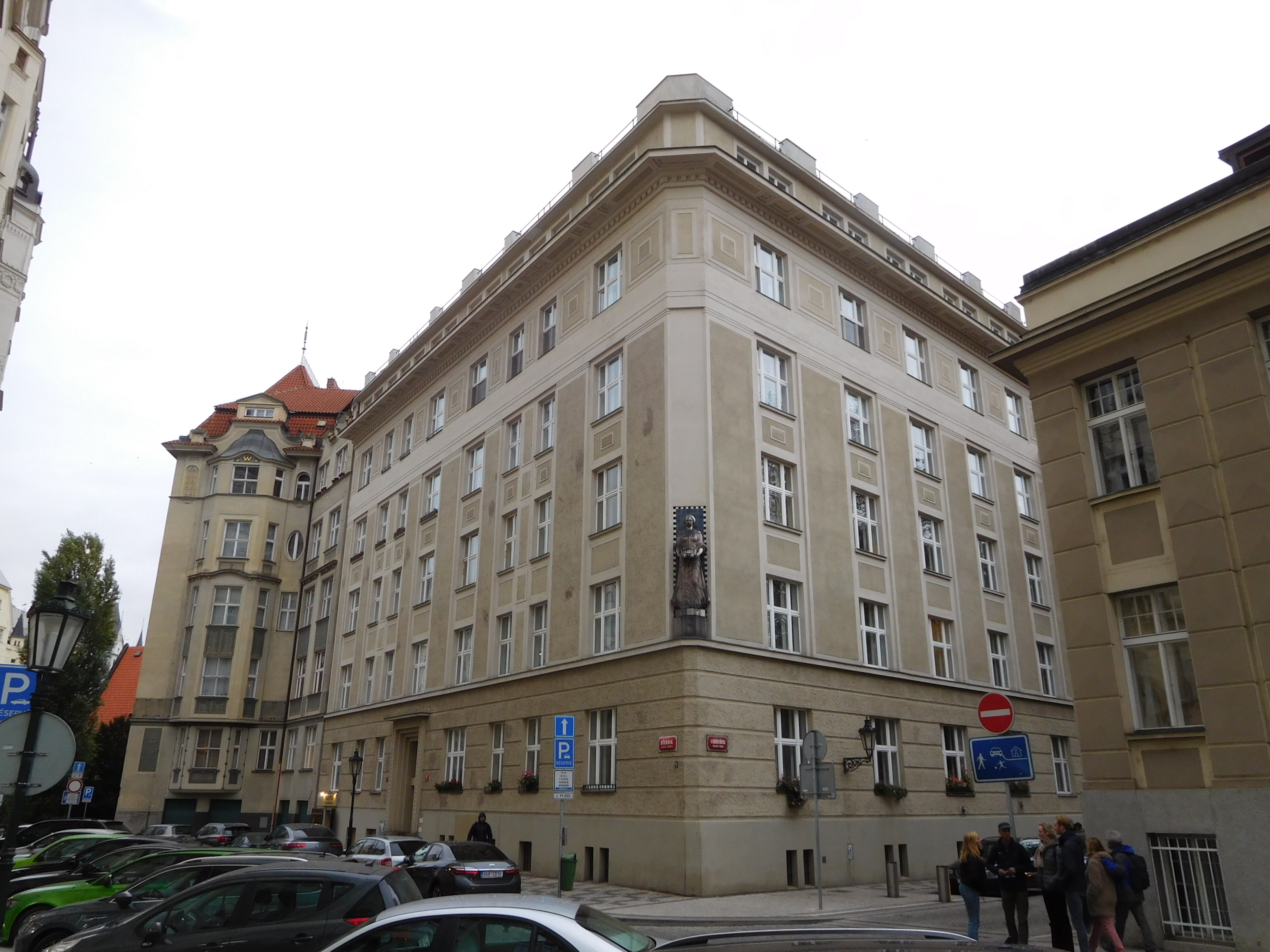
Činžovní dům Praha-Josefov, Břehová 1

### Realizované stavby (výběr)
- Nájemní domy U starého hřbitova v Praze 1-Josefově, (1910-1911)
- Dům v Břehové ulici v Praze 1-Josefově (1913-1915)
- Zdymadlo a vodní elektrárna v Poděbradech, (1913–1918)
- Činžovní dům, Břehová 1, Praha 1-Josefov, (1914–1915)
- Generální projekt regulace Dejvic a Bubenče, (1922–1924)
- Vodárna a filtrační stanice v Praze-Podolí (projekt 1922–1928, realizace 1929–1931)
- Vysokoškolská Masarykova kolej, Thákurova 1, Praha 6-Dejvice, (1923–1925)
- Budova Vysoké školy chemicko-technologického inženýrství ČVUT, Praha 6-Dejvice, (1926–1933), spolupráce Severin Ondřej
- Průčelí nájemních domů, Vítězné náměstí, Praha 6, (projekt 1926–1928, realizace 1934), vnitřní dispozice projektovali různí architekti.
- Budova generálního štábu, Vítězné náměstí, Praha 6, (projekt 1926–1928, realizace 1934)
- Vlastní rodinný dům, Na Karlovce 6, Praha 6-Dejvice (1927–1929)
- Ministerstvo železnic, Klimentská 27, Praha 1-Nové Město, dnes ministerstvo dopravy České republiky, (1927–1932)
- Budova Vysoké školy zemědělského a lesnického inženýrství ČVUT, Technická 3, Praha 6-Dejvice, (1929–1937), spolupráce Theodor Petřík
- Budova Vysoké školy architektury a pozemního stavitelství ČVUT, Zikova 4, Praha 6-Dejvice, (1936–1937), spolupráce Theodor Petřík
- Přestavba Rudolfina ze sněmovny zpět na koncertní sál (1942–1944), spolupráce Bohumír Kozák
- Dostavba vodárny a filtrační stanice podle původního projektu z let 1927–1931 (projekt 1923–1956, realizace 1959–1962)

## Publikace
- Praha v půdorysném a obrazovém  vývoji. Praha 1920